# Dorymyrmex reginiculus
Dorymyrmex reginiculus é uma espécie de formiga do gênero Dorymyrmex.